# Словесные названия российского оружия/Щ
Словесные названия российского оружия
А
Б
В
Г
Д
Е
Ё
Ж
З
И
К
Л
М
Н
О
П
Р
С
Т
У
Ф
Х
Ц
Ч
Ш
Щ
Э
Ю
Я
- «Щель» — авиационная нашлемная система целеуказания
- «Щит» — ночной прицел 1ПН22М2 для БМП-1
- «Щит» — экспортный танк T-72C («Shielden»)
- «Щит» — система автоматической охраны пусковых в РВСН
- «Щит» — проект системы ПРО («Таран»)
- «Щит» — средство криптографической защиты информации М-502
- «Щит» — система защиты боевой ОКС «Алмаз»
- «Щит» — АСУ ПВО
- «Щит» — 30-мм космическая пушка/снаряд
- «Щука» — крылатая ПКР КСЩ (4К32) (РАМТ-1400) [SS-N-1 Scrubber]
- «Щука» — реактивная авиационная морская торпеда РАМТ-1400
- «Щука» — корабельный КВ радиопередатчик Р-652
- «Щука» — ПЛ пр. 671РТМ/671РТМК [Victor-III]
- «Щука» — ПЛ пр. 971 [Akula]